# Astrid Lindgren
Astrid Anna Emilia rođ. Ericsson (Vimmerby, 14. studenog 1907. – Stockholm, 28. siječnja 2002.), švedska književnica za djecu.
Djela su joj prevedena na gotovo osamdeset jezika, objavljena u više od sto zemalja što je nedvojbeno svrstava među najpopularnije pisce književnosti za djecu. 
Odrasla je na imanju u južnoj švedskoj pokrajini Småland, u obitelji punoj ljubavi, brige i − priča. Odmalena je njezin dar bio izražen te su joj od ranog djetinjstva proricali da će biti književnica. Djetinjstvo na malenom seoskom posjedu bit će česta tema njezinih književnih djela.
Godine 1944. je knjigom Britt-Marie lättar sitt hjärta (Britt-Marie otvara svoje srce) osvojila drugo mjesto na natjecanju što ga je raspisala nakladnička kuća Rabén & Sjögren. Sljedeće je godine pobijedila romanom Pipi Duga Čarapa (Pippi Långstrump) kojeg je preradila nakon što su ga odbili u izdavačkoj kući Bonniers förlag. Od 1946. do svoga umirovljenja 1970. radila je kao urednica za dječju književnost kod nakladnika Rabén & Sjögren.
Časopis Damernas värld poslao ju je 1948. u Sjedinjene Američke Države kao svojevrsnog dopisnika gdje se neposredno suočila s diskrinimacijom nebjelačkog stanovništva. Boravak u Americi nadahnuo ju je za pisanje knjige Kati i Amerika (Kati u Americi).
Priče kojima je stekla svjetsku slavu, one koje govore o pustolovinama Pipi Duge Čarape nastale su zapravo u vjerojatno najtežim trenutcima u životu Astrid Lindgren, kada je njegovala svoju teško bolesnu kćer Karin.
Gotovo 120 naslova obrađuje širok raspon tema: od djetinjstva u selu i gradu, problema odrastanja kao što je usamljenost (Mio, min Mio − Mio, moj Mio), kriminalističkih priča, na primjer one o detektivu Kalleu Blomkvistu, sučeljavanja s teškim trenutcima u životu kao što je smrt u obitelji romanom Braća Lavljeg Srca. Često vrlo komična kao u serijalu o Emilu iz Lönneberga. A nerijetko je primjenjivala i fantastične elemente poput onih u pričama o najjačoj djevojčici na svijetu, Pipi. Zanimljivo je da je roman nakon objavljivanja izazvao podijeljena mišljenja jer glavna junakinja ima, u najmanju ruku, dvojbene poglede na opći društveni poredak. Francuski su prijevod zbog anarhije i provokativnoga karaktera sve do 1995. izdavali u cenzuriranoj inačici.
Prema mnogim njezinim djelima snimljeni su filmovi za djecu, a poslije, iako se dugo tome protivila, i animirani filmovi.
Osim po svojim književnim djelima, Astrid Lindgren je poznata i kao aktivistica u borbi za prava djece i prava životinja. Zbog svoga zalaganja za pravdu, ravnopravnost i nenasilje za života su je smatrali jednim od najvećih moralnih autoriteta u Švedskoj. Dobila je i mnoga priznanja za svoj humanistički rad; nagrada Right Livelihood Award (poznata i kao alternativna Nobelova nagrada) samo je jedna od najpoznatijih.
Dobitnica je i mnogih nagrada za književnost, između ostaloga i Nagrade Hans Christian Andersena 1958., najprestižnije nagrade za književnost za djecu i mlade.
Nakon njene smrti 2002. Švedska je vlada osnovala književnu nagradu njoj u sjećanje, koja nosi njezino ime. Iznosom od 5 mil. švedskih kruna to je najveća nagrada za književnost za djecu.